# Premi Jean Nicod
El Premi Jean Nicod, en honor del filòsof i lògic homònim, és un guardó atorgat a París als especialistes en cognició i filosofia de la ment més destacats.

## Premiats
| Any  | Guanyadors                    | Afiliació                                             | Títol                                                                                             |
| ---- | ----------------------------- | ----------------------------------------------------- | ------------------------------------------------------------------------------------------------- |
| 1993 | Jerry Fodor                   | Rutgers University                                    | The Elm and the Expert: Mentalese and Its Semantics                                               |
| 1994 | Fred Dretske                  | Universitat Stanford                                  | Naturalizing the Mind                                                                             |
| 1995 | Donald Davidson               | University of California, Berkeley                    |                                                                                                   |
| 1996 | Hans Kamp                     | Universitat d'Stuttgart                               | Thinking and Talking about Things                                                                 |
| 1997 | Jon Elster                    | Columbia University                                   | Strong Feelings. Emotion, Addiction, and Human Behavior                                           |
| 1998 | Susan Carey                   | Harvard University                                    | The Origins of Concepts: Evolution vs Culture                                                     |
| 1999 | John Perry                    | Universitat Stanford                                  | Knowledge, Possibility, and Consciousness                                                         |
| 2000 | John Searle                   | University of California, Berkeley                    | Rationality in Action                                                                             |
| 2001 | Daniel Dennett                | Tufts University                                      | Sweet Dreams. Philosophical Obstacles to a Science of Consciousness                               |
| 2002 | Ruth Millikan                 | University of Connecticut                             | Varieties of Meaning                                                                              |
| 2003 | Ray Jackendoff                | Tufts University                                      | Mental Structures. Language, Society, Consciousness                                               |
| 2004 | Zenon Pylyshyn                | Rutgers University                                    | Things and Places. How the mind connects with the world                                           |
| 2005 | Gilbert Harman                | Universitat de Princeton                              | The Problem of Induction and Statistical Learning Theory                                          |
| 2006 | Michael Tomasello             | Institut Max Planck d'Antropologia Evolutiva, Leipzig | Origins of Human Communication                                                                    |
| 2007 | Stephen Stich                 | Rutgers University                                    | Moral Theory Meets Cognitive Science: How the Cognitive Science Can Transform Traditional Debates |
| 2008 | Kim Sterelny                  | Victoria University of Wellington                     | The Fate of the Third Chimpanzee                                                                  |
| 2009 | Elizabeth Spelke              | Harvard University                                    | Sources of Human Knowledge                                                                        |
| 2010 | Tyler Burge                   | University of California, Los Angeles                 | Thresholds of Reason                                                                              |
| 2011 | Gergely Csibra György Gergely | Central European University                           | Natural Pedagogy                                                                                  |
| 2013 | Ned Block                     | New York University                                   | Conscious, Preconscious, Unconscious                                                              |
| 2014 | Uta Frith i Chris Frith       | University College London                             | What is innate and what is acquired in social cognition? i Mechanisms of social interaction       |
| 2015 | David Chalmers                | New York University                                   | Spatial Illusions: From Mirrors to Virtual Reality                                                |
| 2016 | Patrick Haggard               | University College London                             | Volition, Agency, Responsibility: Cognitive Mechanisms of Human Action                            |
| 2017 | John Campbell                 | University of California, Berkeley                    | How language enters perception                                                                    |
| 2019 | Martine Nida-Rümelin          | Universitat de Friburg                                | Philosophical fundamentals for scientific studies of consciousness                                |